# Wildcats de l'Arizona
Les Wildcats de l'Arizona (en anglais : Arizona Wildcats) sont un club omnisports universitaire de l'université de l'Arizona à Tucson (Arizona). Les équipes des Wildcats participent aux compétitions universitaires organisées par la National Collegiate Athletic Association. Arizona a partie de la Pacific-12 Conference jusqu'en 2024 avant de rejoindre la Big 12 Conference.
Le surnom de Wilcats fut adopté en 1914 à la suite d'un article du Los Angeles Times. Jusque-là, les sportifs de l'université d'Arizona étaient surnommés Varsity, en particulier l'équipe de football américain qui débuta ses activités en 1899. De même, les couleurs actuelles (rouge et bleu) furent adoptées en 1900 à la suite d'une promotion à ces couleurs. Avant cette modification, les couleurs des Wildcats étaient l'argent et le vert.

## Palmarès national
- Basket-ball  : 
  - Champion : 1997
  - Finaliste : 2001
  - Final Four : 1988, 1994
- Baseball : 
  - Champion : 1976, 1980, 1986
  - Men's College World Series : 1954, 1955, 1956, 1958, 1959, 1960, 1963, 1966, 1970, 1979, 1985, 2004, 2012, 2016, 2021
- Softball :
  - Champion : 1991, 1993, 1994, 1996, 1997, 2001, 2006
  - Women's College World Series : 1988, 1989, 1990, 1992, 1995, 1998, 1999, 2000, 2002, 2003, 2005, 2007, 2008, 2009, 2010, 2019, 2021, 2022
- Golf masculin : 1992
- Golf féminin : 1996, 2000

## Football américain
L'équipe de football américain de l'université d'Arizona a participé à 16 Bowls durant son histoire et en a remporté 6 (pour 9 défaites et 1 match nul).
| Date             | Bowl                            | V / D           | Adversaire     | PP  | PC  |
| ---------------- | ------------------------------- | --------------- | -------------- | --- | --- |
| 26 décembre 1921 | San Diego E-W Christmas Classic | D               | Centre         | 0   | 38  |
| 1er janvier 1949 | Salad                           | D               | Drake          | 13  | 14  |
| 28 décembre 1968 | Sun                             | D               | Auburn         | 10  | 34  |
| 25 décembre 1979 | Fiesta                          | D               | Pittsburgh     | 10  | 16  |
| 28 décembre 1985 | Sun                             | N               | Georgia        | 13  | 13  |
| 27 décembre 1986 | Aloha                           | V               | North Carolina | 30  | 21  |
| 31 décembre 1989 | Copper                          | V               | NC State       | 17  | 10  |
| 25 décembre 1990 | Aloha                           | D               | Syracuse       | 0   | 28  |
| 31 décembre 1992 | Sun                             | D               | Baylor         | 15  | 20  |
| 1er janvier 1994 | Fiesta                          | V               | Miami          | 29  | 0   |
| 27 décembre 1994 | Freedom                         | D               | Utah           | 13  | 16  |
| 27 décembre 1997 | Insight.com                     | V               | New Mexico     | 20  | 14  |
| 30 décembre 1998 | Holiday                         | V               | Nebraska       | 23  | 20  |
| 20 décembre 2008 | Las Vegas                       | V               | BYU            | 31  | 21  |
| 30 décembre 2009 | Holiday                         | D               | Nebraska       | 0   | 33  |
| 29 décembre 2010 | Alamo                           | D               | Oklahoma State | 10  | 36  |
| Total            | 16 Bowl Games                   | 6 V , 9 D , 1 N |                | 234 | 334 |